# Pyramidetal
Et pyramidetal er en talrække, der angiver hvor mange sten der skal til at bygge en pyramide med et bestemt antal lag. Det kan referere til forskellige talrækker alt efter hvilken form pyramiden har, antallet af sider. Således taler man normalt om pyramidetal for trekantede (tetraedre) og firkantede pyramider.

## Trekant-pyramidetal
Det er muligvis mere korrekt at kalde disse tal for tetraedertal eftersom det er en beregning på tetraeder, men de går oftest under betegnelsen pyramidetal på dansk hvor man ikke skelner navnet.
Det n'te tal udregnes ved at lægge de n første trekanttal sammen. Definitionen kan således skrives:
{\displaystyle P_{3}(n)=\sum _{i=1}^{n}{\tfrac {i\cdot (i+1)}{2}}={\tfrac {1}{6}}n(n+1)(n+2)}
De første tal i rækken er:
1, 4, 10, 20, 35, 56, 84, 120, 165, 220, 286, 364, 455, 560, 680, 816, 969, ...
Tetraedertal kan ses som en udvidelse af trekanttal (to dimensioner) til tre dimensioner. Se billedet til højre.

## Kvadrat-pyramidetal
Det n'te tal udregnes ved at lægge de n første kvadrattal sammen. Definitionen kan således skrives:
{\displaystyle P_{4}(n)=\sum _{i=1}^{n}i^{2}={\tfrac {(n^{2}+n)(2n+1)}{6}}}
De første tal i rækken er:
1, 5, 14, 30, 55, 91, 140, 204, 285, 385, 506, 650, 819, ...

## Andre pyramider
Talrækken kan udregnes for en pyramide med et vilkårligt antal sider.
| Matematik | Spire Denne artikel om matematik er en spire som bør udbygges. Du er velkommen til at hjælpe Wikipedia ved at udvide den. |